# Sosibia hainanensis
Sosibia hainanensis är en insektsart som beskrevs av Chen, S.C. och Yun He He 2002. Sosibia hainanensis ingår i släktet Sosibia och familjen Diapheromeridae. Inga underarter finns listade i Catalogue of Life.